# David Patrick Kelly
David Patrick Kelly (Detroit, Michigan, 1951. január 23. –) amerikai színpadi és filmszínész, zenész.

## Fiatalkora és pályafutása
Detroitban, Michigan államban született, édesanyja Margaret Kelly, édesapja Robert Corby Kelly könyvelő. David Patrick cum laude minősítéssel végzett az University of Detroit egyetemen, New Yorkban Stella Adler, Franciaországban pedig Marcel Marceau tanítványa volt a párizsi International School of Mime intézményben.
1979-ben debütált a filmvásznon Harcosok című kultuszfilmmel, melyben a negatív főszereplő Luthert alakította. A film egyik híres mondata („Warriors... come out to pla-a-a-y”) az ő szájából hangzik el; bár egyes források szerint a mondat improvizált volt, a színész azt nyilatkozta, hogy a forgatókönyvben nem szereplő sort a forgatókönyvíró és producer Walter Hill utasítására adta elő, ő csupán az előadás módját (beleértve sörösüvegek összeütögetését) rögtönözte. Az 1982-es 48 óra című akcióvígjátékban Nick Nolte és Eddie Murphy oldalán szerepel, a Hill rendezésében elkészült filmben Kelly ezúttal is egy Luther nevű szereplőt formál meg. 1985-ben a Kommandó című akciófilmben emberrabló zsoldost alakít, akit a főszereplő Arnold Schwarzenegger a film emlékezetessé vált jelenetében a lábánál fogva „elenged” egy magas szikla tetejéről.
Az 1990-es években olyan filmekben alakított szerepeket, mint a Veszett a világ (1990), a Ford Fairlane kalandjai (1990), A holló (1994) és Az utolsó emberig (1996). A 2000-es években többek között a K-PAX – A belső bolygó (2001), a Csontdaráló (2005) és A dicsőség zászlaja (2006) című filmekben volt látható, a 2010-es években a John Wick (2014) című akcióthrillerben szerepelt, melynek 2017-es folytatásában is feltűnik.
A színész a filmek mellett televíziós szerepeket is vállal: a Twin Peaks-ben Jerry Horne szerepét kapta meg, a rendező David Lynch kifejezetten Kelly miatt alkotta meg a karaktert. Vendég-, illetve visszatérő szereplőként látható a Miami Vice, A simlis és a szende, a Harmadik műszak, a Váltságdíj, az Esküdt ellenségek, az Esküdt ellenségek: Különleges ügyosztály, a Gossip Girl – A pletykafészek, a Zsaruvér és a Feketelista című sorozatokban.
A filmek és televíziós szerepeken túl Kelly színpadi színészként is aktív. Zenészként 2008-ban jelentette meg első lemezét, Rip Van Boy Man címmel.

## Magánélete
2005. augusztus 14-én vette feleségül New York-ban a színpadi színésznő és forgatókönyvíró Juliana Francist.

## Filmográfia

### Film
| Év   | Magyar cím              | Eredeti cím                       | Szerep                 | Magyar hang      |
| ---- | ----------------------- | --------------------------------- | ---------------------- | ---------------- |
| 1979 | Harcosok                | The Warriors                      | Luther                 |                  |
| 1982 | A piszkos ügy           | Hammett                           | Punk                   |                  |
| 1982 | 48 óra                  | 48 Hrs.                           | Luther                 | Rékasi Károly    |
| 1982 | 48 óra                  | 48 Hrs.                           | Luther                 | Gáspár András    |
| 1984 | Álomküzdők              | Dreamscape                        | Tommy Ray Glatman      | Józsa Imre       |
| 1985 | Kommandó                | Commando                          | Sully                  | Incze József     |
| 1985 | Kommandó                | Commando                          | Sully                  | Janovics Sándor  |
| 1987 | Lánctalpak              | The Misfit Brigade                | legionárius            |                  |
| 1988 |                         | Cheap Shots                       | Arnold Posner          |                  |
| 1989 |                         | Penn & Teller Get Killed          | rajongó                |                  |
| 1990 | Veszett a világ         | Wild at Heart                     | Dropshadow             |                  |
| 1990 | Ford Fairlane kalandjai | The Adventures of Ford Fairlane   | Sam                    | Forgács Péter    |
| 1992 |                         | Malcolm X                         | Mr. Ostrowski          |                  |
| 1993 |                         | Exterior Night (rövidfilm)        | Biff                   |                  |
| 1994 | A holló                 | The Crow                          | T-Bird                 | Kassai Károly    |
| 1994 | Crooklyn                | Crooklyn                          | Tony Eyes / Jim        |                  |
| 1995 | Életgyáva               | Heavy                             | férfi a kórházban      |                  |
| 1995 |                         | Cafe Society                      | J. Roland Sala         |                  |
| 1996 | Gyagyás család          | Flirting with Disaster            | Fritz Boudreau         | Rudas István     |
| 1996 | A temetés               | The Funeral                       | Michael Stein          |                  |
| 1996 | Az utolsó emberig       | Last Man Standing                 | Doyle                  | Sztarenki Pál    |
| 1997 | Óvszerháború            | Trojan War                        | zsákos ember           | Végh Péter       |
| 1999 | A bűn mélyén            | In Too Deep                       | Rick Scott             |                  |
| 2000 | Dallamok szárnyán       | Songcatcher                       | Earl Giddens           |                  |
| 2001 | K-PAX – A belső bolygó  | K-PAX                             | Howie                  | Szacsvay László  |
| 2002 | Menekülés az életbe     | Personal Velocity                 | Peter                  |                  |
| 2003 |                         | Justice                           | Marty                  |                  |
| 2005 | Csontdaráló             | The Longest Yard                  | Unger                  | Botár Endre      |
| 2006 | A dicsőség zászlaja     | Flags of Our Fathers              | Harry S. Truman        | Tarján Péter     |
| 2007 | Kertész az édenkertben  | Gardener of Eden                  | Harris papa            |                  |
| 2014 | John Wick               | John Wick                         | Charlie                | Csuha Lajos      |
| 2015 |                         | Chi-Raq                           | King Kong tábornok     |                  |
| 2015 |                         | To Keep the Light                 | Brackett               |                  |
| 2017 | John Wick: 2. felvonás  | John Wick: Chapter Two            | Charlie, az eltakarító | Csuha Lajos      |
| 2018 | O. G.: Original Gangsta | O.G.                              | Larry                  | Harsányi Gábor   |
| 2019 | Veteránkocsma           | VFW                               | Doug McCarthy          | Berzsenyi Zoltán |
| 2020 |                         | The Return of Tragedy (rövidfilm) | John Katebush          |                  |
| 2021 |                         | Asking for It                     | Morrill                |                  |

### Televízió
| Év        | Magyar cím                               | Eredeti cím                                       | Szerep                   | Megjegyzések                                       |
| --------- | ---------------------------------------- | ------------------------------------------------- | ------------------------ | -------------------------------------------------- |
| 1979      | A rettegés szentélye                     | Sanctuary of Fear                                 | nézőközönség tagja       | - tévéfilm - magyar hangja: - Csík Csaba Krisztián |
| 1982      |                                          | American Playhouse                                | másolófiú                | 1 epizód                                           |
| 1984      |                                          | Tales from the Darkside                           | Richard Hall             | 1 epizód                                           |
| 1985      | Miami Vice                               | Miami Vice                                        | Jerry                    | 1 epizód                                           |
| 1985      | A simlis és a szende                     | Moonlighting                                      | McBride                  | 1 epizód                                           |
| 1985      |                                          | Our Family Honor                                  | Terry Jurow              | 1 epizód                                           |
| 1987      |                                          | Spenser: For Hire                                 | Kevin Harley / Ned Lloyd | 2 epizód                                           |
| 1988      |                                          | ABC Afterschool Specials                          | ismeretlen szerep        | oktatósorozat (1 epizód)                           |
| 1989      |                                          | CBS Summer Playhouse                              | Langley                  | 1 epizód                                           |
| 1990–1991 | Twin Peaks                               | Twin Peaks                                        | Jerry Horne              | 9 epizód                                           |
| 1991      |                                          | A Marriage: Georgia O'Keeffe and Alfred Stieglitz | Ansel Adams              | tévéfilm                                           |
| 1993      |                                          | Ghostwriter                                       | Double-T                 | 5 epizód                                           |
| 1998      |                                          | Twelfth Night, or What You Will                   | Feste                    | tévéfilm                                           |
| 1998      | Megőrülök érted                          | Mad About You                                     | ismeretlen szerep        | 1 epizód                                           |
| 2002      | Hack – Mindörökké zsaru                  | Hack                                              | Eddie O'Daniel           | 1 epizód                                           |
| 2005      | Harmadik műszak                          | Third Watch                                       | Danny McGowan            | 1 epizód                                           |
| 2007      | Váltságdíj                               | Kidnapped                                         | Kurso                    | 1 epizód                                           |
| 2007      |                                          | Babylon Fields                                    | Lester Viskupic          | tévéfilm                                           |
| 2008      | Esküdt ellenségek                        | Law & Order                                       | Josh Perlberg            | 1 epizód                                           |
| 2008      | Esküdt ellenségek: Bűnös szándék         | Law & Order: Criminal Intent                      | Bo Levy                  | 1 epizód                                           |
| 2008–2011 | Gossip Girl – A pletykafészek            | Gossip Girl                                       | Noah Shapiro             | 3 epizód                                           |
| 2010      |                                          | Louie                                             | terapeuta                | 2 epizód                                           |
| 2010      |                                          | Madso's War                                       | Danny Driscoll           | tévéfilm                                           |
| 2011      | Esküdt ellenségek: Különleges ügyosztály | Law & Order: Special Victims Unit                 | Orville Underwood        | 1 epizód                                           |
| 2011      | Író és kamuhős                           | Bored to Death                                    | Jerry                    | 1 epizód                                           |
| 2015      | Zsaruvér                                 | Blue Bloods                                       | Donald Berry             | 1 epizód                                           |
| 2015      | Feketelista                              | The Blacklist                                     | Heinrich Gerst           | 4 epizód                                           |
| 2016      |                                          | Feed the Beast                                    | Ziggy Woichik            | 8 epizód                                           |
| 2017      | Twin Peaks                               | Twin Peaks                                        | Jerry Horne              | 7 epizód                                           |
| 2018–2023 | Utódlás                                  | Succession                                        | Paul Chambers            | 2 epizód                                           |
| 2022      |                                          | Ray Donovan: The Movie                            | Matty Galloway           | tévéfilm                                           |

### Színpadi szerepek
| Év        | Magyar cím                    | Eredeti cím                      | Szerep(ek)                               |
| --------- | ----------------------------- | -------------------------------- | ---------------------------------------- |
| 1975      |                               | The Rocky Horror Show            | Eddie, Dr. Scott (helyettesítő szerep)   |
| 1977      | Hair                          | Hair                             | Claude (helyettesítő szerep)             |
| 1978      |                               | Working                          | Brett Meyer, Benny Blue, Charlie Blossom |
| 1979      |                               | Knockout                         | Mac                                      |
| 1980      |                               | The Suicide                      | perverz / fiatal fiú                     |
| 1982      |                               | Is there life after high school? | szereplő                                 |
| 1994      | A revizor                     | The Government Inspector         | Oszip                                    |
| 1998      | Vízkereszt, vagy amit akartok | Twelfth Night                    | Feste                                    |
| 2000      | Ványa bácsi                   | Uncle Vanya                      | Ilja Iljics Tyelegin                     |
| 2006      | Lakoma                        | Festen                           | Poul                                     |
| 2012–2015 |                               | Once                             | Da                                       |
| 2015–2016 |                               | Thérèse Raquin                   | Michaud főfelügyelő                      |